# Camila Rebelo
Camila Rodrigues Rebelo (Vila Nova de Poiares, 3 de fevereiro de 2003), mais conhecida por Camila Rebelo, é uma nadadora portuguesa.
Camila é uma pioneira em várias frentes dentro na natação. Em 2023, foi a primeira nadadora portuguesa a subir a um pódio mundial. Nesse mesmo ano, foi a primeira portuguesa a apurar-se para os Jogos Olímpicos de Verão de 2024, em Paris. Em 2024, tornou-se também a primeira pessoa portuguesa Campeã Europeia de Desportos Aquáticos, conquistando ainda um novo recorde nacional, em 200 metros costas.

## Percurso
Camila Rebelo iniciou a natação aos 2 anos de idade, na Piscina Municipal de Lousã.
Nos Jogos do Mediterrâneo de 2022, em Orão, Camila conquistou duas medalhas de ouro, nos 100 metros costas, com um tempo de 1m01,34s, e nos 200 metros costas. Foi a primeira vez que uma atleta conquistou dois primeiros lugares na competição.
Em 2023, foi a primeira pessoa portuguesa a qualificar-se para os Jogos Olímpicos de Paris 2024, ao ter vencido os 200 metros costas no Open de Primavera de Natação de Espanha, em Palma de Maiorca, com 2.09,84 minutos, marcando um novo recorde de Portugal. Também nesse ano, nos Jogos Mundiais Universitários de Verão de 2021, em Chengdu, Camila conquistou a medalha de prata na prova dos 200 metros costas, com o tempo de 2.10,47 minutos, o que a levou a ser a primeira nadadora portuguesa a subir a um pódio mundial, e outra medalha de prata nos 100 metros costas. Em dezembro desse ano, foi a quinta classificada no Campeonato Europeu em Piscina Curta, em Otopeni.
A 18 de junho de 2024, aos 21 anos, conquistou a medalha de ouro nos 200m costas no Campeonato Europeu Aquático de 2024, em Belgrado, tornando-se na primeira pessoa portuguesa a ganhar o ouro na história do campeonato e conquistando um novo recorde nacional de 2.08,95 minutos.
Nos Jogos Olímpicos de Verão de 2024, competiu no 200 metros costas feminino, onde ficou em 19.º lugar sem alcançar as semifinais.

## Palmarés
- Jogos do Mediterrâneo de 2022, medalha de ouro nos 100 metros costas
- Jogos do Mediterrâneo de 2022, medalha de ouro nos 200 metros costas
- Jogos Mundiais Universitários de 2021, medalha de prata nos 200 metros costas
- Jogos Mundiais Universitários de 2021, medalha de prata nos 100 metros costas
- Campeonato Europeu Aquático de 2024, medalha de ouro nos 200 metros costas

## Reconhecimento
A 29 de outubro de 2022, Camila recebeu o galardão de Melhor Nadadora do ano pela Federação Portuguesa de Natação.